# Гиржово
Гиржово (укр. Гіржове) — село, относится к Великомихайловскому району Одесской области Украины.
Население по переписи 2001 года составляло 310 человек. Почтовый индекс — 67120. Телефонный код — 8-04859. Занимает площадь 0,55 км². Код КОАТУУ — 5121684205.

## Местный совет
67120, Одесская обл., Великомихайловский р-н, с. Полезное, ул. Набережная, 23